# آن فلورنوي
آن فلورنوي (بالإنجليزية: Anne Flournoy)‏ هي كاتبة سيناريو ومخرجة أمريكية، ولدت في 28 أبريل 1952 في بلينفيلد في الولايات المتحدة.

## وصلات خارجية
- آن فلورنوي على موقع IMDb (الإنجليزية)
- آن فلورنوي على موقع قاعدة بيانات الفيلم (الإنجليزية)
- آن فلورنوي على موقع كينوبويسك (الروسية)